# Вольная борьба на летних Олимпийских играх 1928 — до 56 кг

Соревнования по вольной борьбе в рамках Олимпийских игр 1928 года в легчайшем весе (до 58 килограммов) прошли в Антверпене со 30 июля по 1 августа 1928 года в Power Sports Building. 
Для участия в соревнованиях заявились 16 спортсменов из 10 стран. От каждой страны мог принять участие лишь один представитель, поэтому финн Иконен, британец Кэмпбелл, швейцарцы Хён и Висс, американцы Рид и Холдинг в соревнованиях не участвовали; швед Линделёф и норвежец Мартинсен не явились (оба приняли участие в соревнованиях по греко-римской борьбе); таким образом титул разыгрывался между 10 борцами. 
Как таковых фаворитов не было, поскольку крупных международных соревнований в вольной борьбе с олимпийских игр 1924 года не проводилось. Каарло Мякинен, серебряный призёр прошлых игр, легко победил всех соперников и стал чемпионом игр. Соревнования проводились по системе Бергваля, и в результате второе место получил Эдмон Спапен, выигравший две из трёх встреч, а третье место получил Джим Трифунов, которому повезло в первом же круге проиграть Спапену (попал в группу борцов за второе место), который в свою очередь, в следующем круге проиграл будущему чемпиону Каарло Мякинену (перешёл в турнир за третье место). В турнире за третье место он и остался, и в схватке за бронзовую медаль победил — проиграв всего одну встречу (в первом же круге) и выиграв всего одну (в последнем круге). Если сравнить с результатом финалиста Роберта Хьюитта, оставшегося за чертой призёров, то итог выглядит несправедливым. Хьюитт принял участие в четырёх встречах, две из них выиграл, проиграл одну Каарло Мякинену в финале, а вторую в турнире за второе место свежему Харольду Сансуму, который так же, как и Трифунов, проиграл в первом круге и дальше двигался за победителем. 

## Призовые места
- Каарло Мякинен
- Эдмон Спапен
- Джим Трифунов

## Турнир за первое место
В левой колонке — победители встреч. Мелким шрифтом набраны те проигравшие, которых победители «тащат» за собой по турнирной таблице, с указанием турнира (небольшой медалью), право на участие в котором имеется у проигравшего. 

### Первый круг
| Участник 1               | Участник 2     |
| ------------------------ | -------------- |
| Амеди Пике A. Форд       | Артур Форд     |
| Роберт Хьюитт М. Розан   | Мишель Розан   |
| Каарло Мякинен Х. Сансум | Харольд Сансум |
| Эдмон Спапен Д. Трифунов | Джим Трифунов  |

### Полуфинал
| Участник 1                                      | Участник 2   |
| ----------------------------------------------- | ------------ |
| Роберт Хьюитт М. Розан, А. Пике A. Форд         | Амеди Пике   |
| Каарло Мякинен Х. Сансум, Э. Спапен Д. Трифунов | Эдмон Спапен |

### Финал
| Участник 1                                                 | Участник 2                              |
| ---------------------------------------------------------- | --------------------------------------- |
| Каарло Мякинен Х. Сансум, Э. Спапен, Р. Хьюитт Д. Трифунов | Роберт Хьюитт М. Розан, А. Пике A. Форд |

## Турнир за второе место

### Встреча 1
| Участник 1               | Участник 2                      |
| ------------------------ | ------------------------------- |
| Харольд Сансум Р. Хьюитт | Роберт Хьюитт М. Розан, А. Пике |

### Встреча 2
| Участник 1             | Участник 2              |
| ---------------------- | ----------------------- |
| Эдмон Спапен Х. Сансум | Харольд Сансум Р.Хьюитт |

## Турнир за третье место
| Участник 1    | Участник 2     |
| ------------- | -------------- |
| Джим Трифунов | Харольд Сансум |